# Youth (canção de Shawn Mendes)
"Youth" é uma canção do cantor canadense Shawn Mendes, gravada para seu terceiro álbum de estúdio Shawn Mendes (2018). Conta com participação do cantor norte-americano Khalid. Foi escrita por Mendes, Khalid, Teddy Geiger, Geoff Warburton e Scott Harris, com produção de Mendes e Joel Little. Foi lançada como terceiro single do álbum em 3 de maio de 2018 pela Island Records.

## Antecedentes e lançamento
A canção foi revelada pela primeira vez quando Mendes divulgou a lista de faixas do álbum. Em 1º de maio de 2018, Mendes anunciou o lançamento do single no Twitter com um gráfico da letra "you can't take my youth away" (Em português; "você não pode tirar minha juventude"). Khalid retuitou e acrescentou uma letra correspondente com corações: "Pain, but I won't let it turn into hate" (Em português; "Dor, mas não vou deixar que se transforme em ódio"). As letras também foram postadas em outdoors em Nova York, Los Angeles, Chicago, Miami, Washington, D.C., Toronto, Londres, Berlim, Estocolmo, Rio e Melbourne.
A canção estreou no programa de rádio Beats 1 de Zane Lowe, onde Mendes falou sobre colaborar com Khalid. Mendes disse que a canção foi inspirada no atentado de Manchester em maio de 2017. Ele mandou uma mensagem para Khalid: "Quando nos reunimos, temos que fazer uma declaração, temos que nos mover, temos que escrever sobre o que está acontecendo na vida e como a juventude está se sentindo", dizendo que eles "têm a voz para fazer isso".

## Videoclipe
O videoclipe oficial da canção estreou na Apple Music e Vevo em 5 de novembro de 2018, e foi dirigido por Anthony Mandler.

## Desempenho nas tabelas musicais
Tabelas semanais
| Tabela musical (2018)                | Melhor posição |
| ------------------------------------ | -------------- |
| Alemanha (GfK Entertainment Charts)  | 43             |
| Austrália (ARIA)                     | 19             |
| Áustria (Ö3 Austria Top 75)          | 18             |
| Bélgica (Ultratop 40 de Flandres)    | 4              |
| Canadá (Canadian Hot 100)            | 22             |
| Chéquia (Singles Digitál Top 100)    | 13             |
| Dinamarca (Hitlisten)                | 14             |
| Escócia (Official Charts Company)    | 35             |
| Eslováquia (Rádio Top 100)           | 64             |
| Eslováquia (Singles Digitál Top 100) | 11             |
| Estados Unidos (Billboard Hot 100)   | 65             |
| Espanha (PROMUSICAE)                 | 79             |
| França (SNEP)                        | 82             |
| Hungria (Rádiós Top 40)              | 15             |
| Hungria (Stream Top 40)              | 4              |
| Irlanda (IRMA)                       | 29             |
| Itália (FIMI)                        | 57             |
| Malásia (RIM)                        | 18             |
| Noruega (VG-lista)                   | 18             |
| Nova Zelândia (RMNZ)                 | 22             |
| Países Baixos (Mega Single Top 100)  | 24             |
| Portugal (AFP)                       | 10             |
| Reino Unido (UK Singles Chart)       | 35             |
| Suécia (Sverigetopplistan)           | 23             |
| Suíça (Schweizer Hitparade)          | 19             |